# Mrtvaški ples
Mrtvaški ples, v splošnem imenovan tudi v različnih jezikih; Danse Macabre (francosko), Danza Macabra (italijansko ali špansko) ali Totentanz (nemško), je pozno-srednjeveška alegorija na vsesplošnost smrti, ki se ne ozira na življenjski stan: ples smrti združuje vse. V osnovi se je pojavila kot likovna upodobitev, sicer pa tudi kot glasbena ali književna izpeljanka. La Danse Macabre vsebuje poosebljeno smrt, ki za seboj v grob vodi skupino plešočih likov iz vseh življenjskih stanov; večinoma cesarja, kralja, papeža, meniha, mladeniča, lepo dekle - ki so vsi upodobljeni med sprevodom okostnjakov. Na ta način predstavljeni liki opominjajo na dejstvo, da so človeška življenja krhka ter kako jalova je slava zemeljskega življenja. Najzgodnejši primer mrtvaškega plesa je iz leta 1424 in se nahaja na pariškem pokopališču.

## Glasbena dela
Med znana tematska programska glasbena dela sodijo:
- Mattasin oder Toden Tanz, 1598; skladtelj August Nörmiger,
- Mrtvaški ples, parafraza na napev »Dies irae«, Franz Liszt, 1849, variacije na temo Dies irae,
- Mrtvaški ples, Camille Saint-Saëns, 1874,
- Pesmi in plesi smrti, 1875–77, Modest Musorgski,
- Simfonija št. 4, 2. stavek, 1901, Gustav Mahler,
- Totentanz der Prinzipien, 1914, Arnold Schoenberg,
- The Green Table, 1932, balet, Kurt Jooss,
- Scherzo (Dance of Death); iz Balade herojev  op. 14, 1939, Benjamin Britten,
- Klavirski trio št. 2, e mol, op. 67, 4. stavek, Ples smrti, 1944, Dmitri Šostakovič,
- Der Kaiser von Atlantis, oder Die Tod-Verweigerung, 1944, Viktor Ullmann in Peter Kien,
- Poème macabre, 1963, skladba za violino in klavir, Eugen Suchoň; del je imenovan Danza macabre,
- Black Angels, 1971, George Crumb, z mrtvaškim plesom ob koncu 1. dela, Departure,
- Danse Macabre, 1985, Celtic Frost, v albumu Morbid Tales,
- Danse Macabre, 2000, Decapitated, na albumu Winds of Creation,
- Dance of Death, 2003, album skupine Iron Maiden,
- Dance Macabre, 2018, Ghost, v albumu Prequelle